# White Bird (David LaFlamme)
White Bird è il primo album solista di David LaFlamme, pubblicato dalla Ahmerst Records nel 1976. Il disco fu registrato al Record Plant di Sausalito in California (Stati Uniti).

## Tracce
Lato A
1. White Bird – 4:08 (David LaFlamme, Linda LaFlamme)
2. Hot Summer Day – 7:06 (David LaFlamme, Linda LaFlamme)
3. Swept Away – 5:36 (David LaFlamme)

Lato B
1. Easy Woman – 4:09 (David LaFlamme)
2. This Man – 4:48 (David LaFlamme)
3. Baby Be Wise – 3:43 (David LaFlamme, Mitchell Froom)
4. Spirit of America – 4:15 (David LaFlamme, Mitchell Froom)

## Musicisti
- David LaFlamme - voce, violino
- Dominique Dellacroix (Linda LaFlamme) - voce
- Jim Ralston - chitarra
- Jeff Dambrau - banjo
- Mitchell Froom - tastiere, pianoforte, organo, clavinet, sintetizzatore arp, strumenti a corda
- Emilio Castillo - sassofono tenore
- Lenny Pickett - sassofono tenore, sassofono alto
- Steve Kupka - sassofono baritono
- Greg Adams - tromba, flicorno, arrangiamenti strumenti a fiato
- Mic Gillette - trombone, corno baritono, tromba
- Roger Glenn - flauto
- Doug Kilmer - basso (brani: A1, A2, B1 e B2)
- Mitchell Holman - basso (brani: A3, B3 e B4)
- Peter Milio - batteria (brani: A1 e A2)
- Tom Marken - batteria (brani: A3, B1, B2, B3 e B4)
- Carl Tassi - percussioni